# Salisbury (district)
Salisbury was een district in het Engelse graafschap Wiltshire en telt 114.613 inwoners. Hoofdplaats is Salisbury. In 2009 werd het district met drie andere districten samengevoegd tot het nieuwe stedelijke district Wiltshire.